# Auguste de Pourtalès

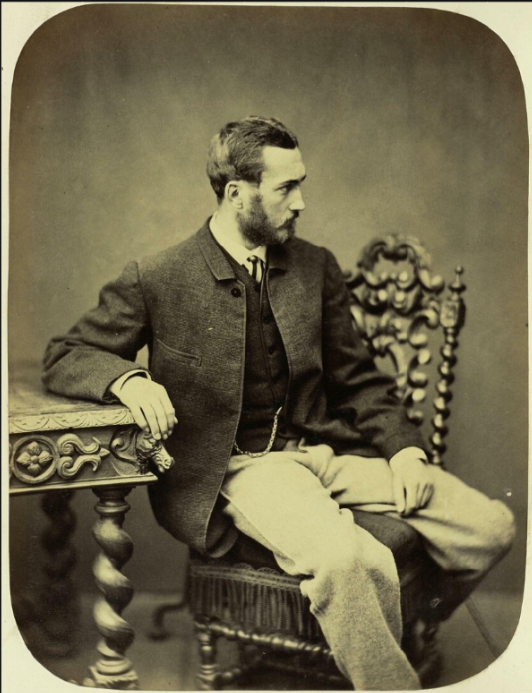
Auguste de Pourtalès, um 1863

Auguste Frédéric de Pourtalès (* 20. Februar 1840 in Neuenburg, Kanton Neuenburg; † 3. Oktober 1918 in Mauensee, Kanton Luzern) war ein Schweizer Landschaftmaler und Kunstsammler.

## Leben

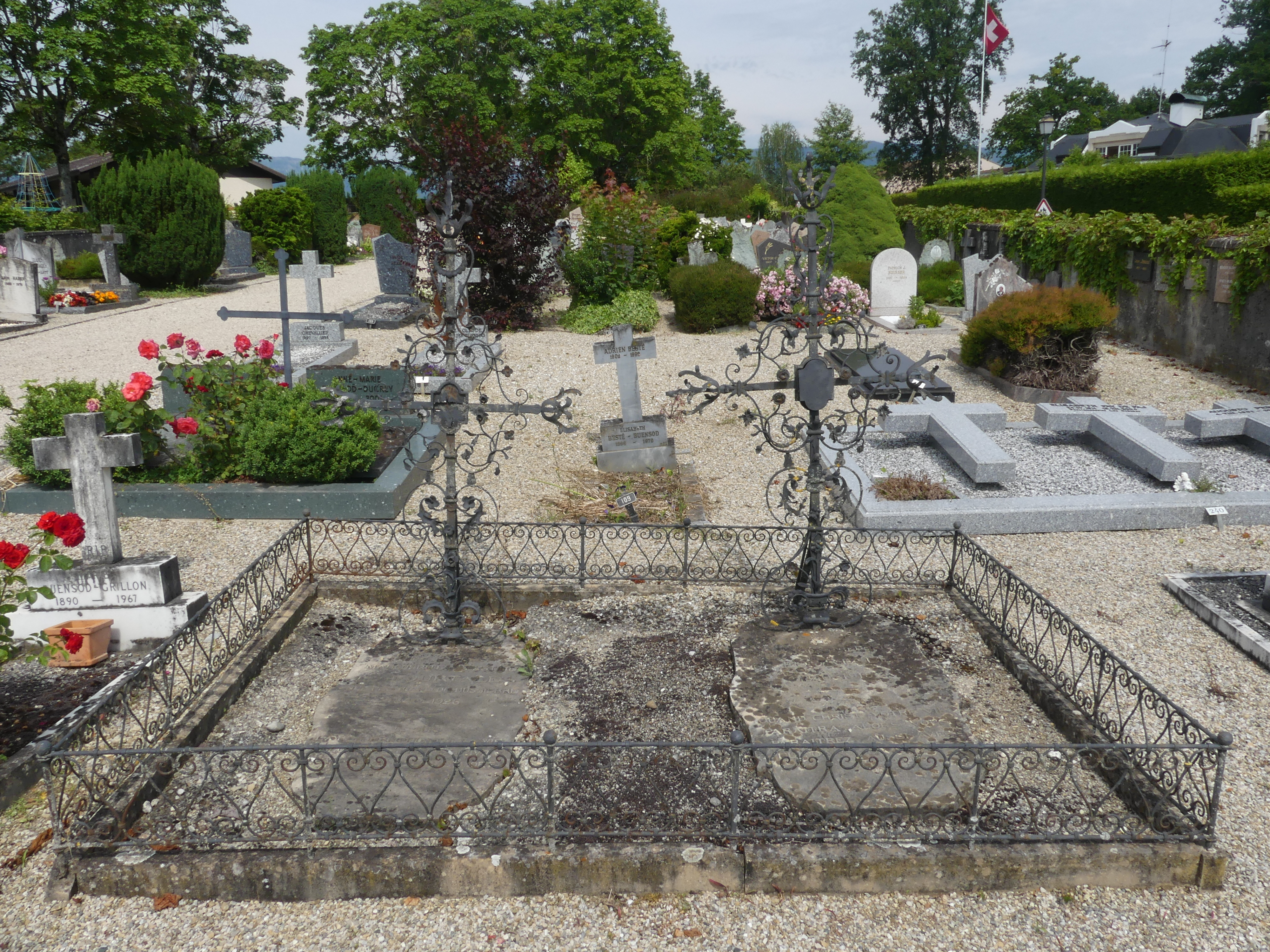
Grab

Pourtalès, Spross der adeligen Hugenottenfamilie Pourtalès, war eines von neun Kindern des preussischen Majors und Grafen Alexandre-Joseph de Pourtalès (1810–1883) und dessen Gattin Augusta Marie Elisabeth Saladin de Crans (1815–1885). Einer seiner Brüder war der Segler Hermann de Pourtalès (1847–1904).
Auguste de Pourtalès studierte Malerei bei François Diday in Genf, bei Oswald Achenbach in Düsseldorf, wo sich später auch sein Neffe Horace de Saussure zum Kunstmaler ausbildete, und bei Charles Gleyre in Paris. Am 26. September 1866 heiratete er Marguerite Célestine Renouard de Bussière (1840–1926). Das Paar hatte zwei Kinder, unter ihnen den Segler Bernard de Pourtalès.
Neben der Landschaftsmalerei sammelte Pourtalès Kunst. Er war Besitzer des Schlosses Mauensee. Seine Sammlung stiftete er dem Musée d’histoire der Stadt Neuenburg. Ausserdem gilt er als Wohltäter der Fondation de l’Hôpital Pourtalès.
Er ist mit seiner Frau neben seinem Bruder Hermann und dessen zweiter Frau Hélène de Pourtalès (1868–1945) auf dem Friedhof von Mies im Kanton Waadt begraben.